# Хоп (Арканзас)
Хоп (англ. Hope) — город и административный центр округа Хемпстед, расположенный на юго-западе штата Арканзас, США. Хоп является не только административным центром округа, но и главным город микрополитической статистической зоны Хоп, в которую входят все населённые пункты округов Хемпстед и Невада. По данным переписи 2010 года численность населения составляла 10 095 человек, а в 2019 году численность населения оценивалась в 9599 человек.
Хоп — родина трех губернаторов Арканзаса: Билла Клинтона (который также был президентом Соединенных Штатов с 1993 по 2001 год), Майка Хакаби и его дочери, действующего губернатора Сары Хакаби Сандерс.

## История

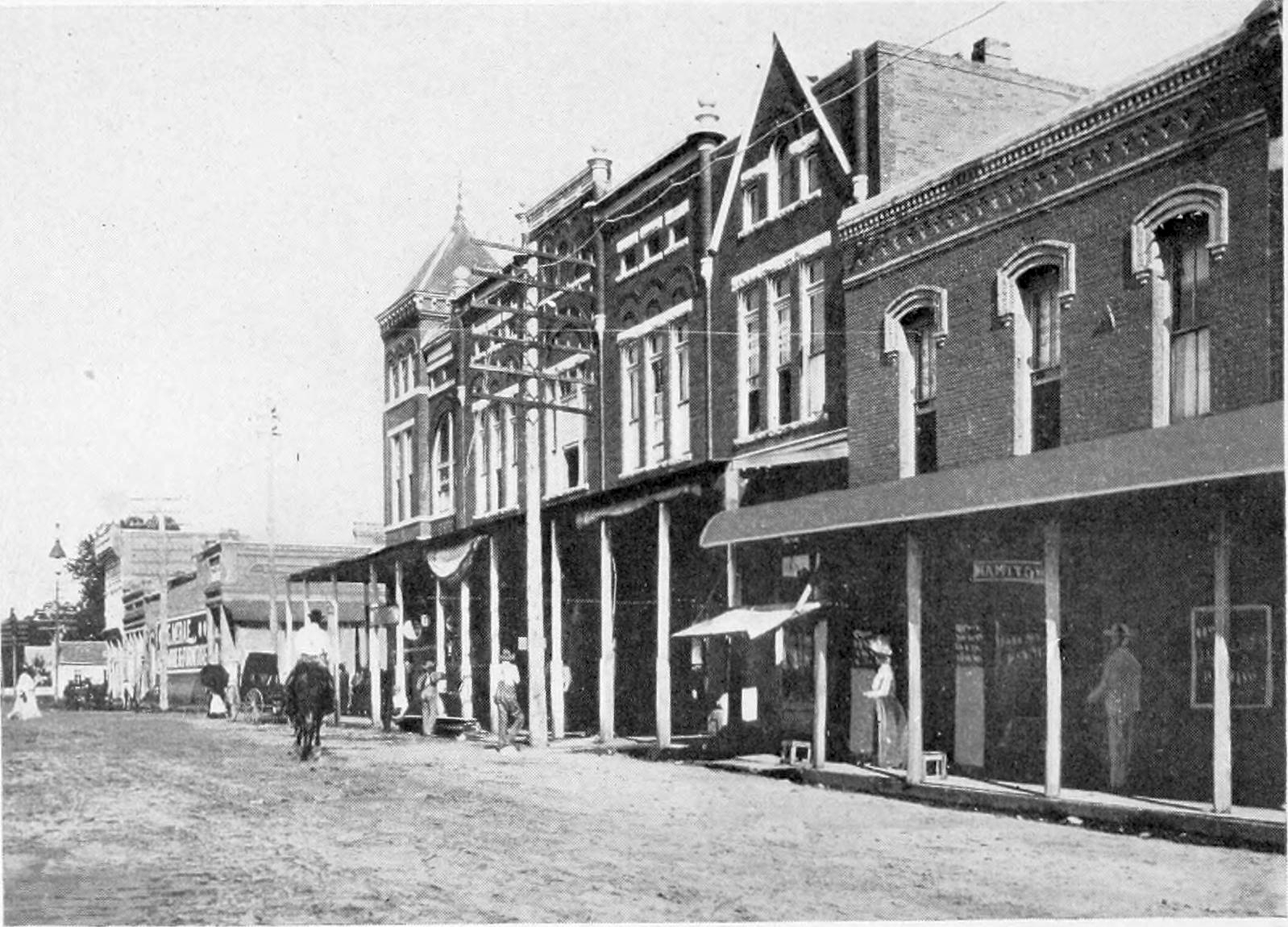
Центр Хопа в 1904 году.

История города началась в 1873 году, когда через этот район была проложена железная дорога. Город был назван в честь Хоп Лафборо, дочери руководителя железной дороги. В 1902–1903 годах через город была проложена железная дорога Сент-Луиса, Сан-Франциско и Нового Орлеана; эта линия сейчас обслуживается железнодорожной компанией Киамичи.

## География
По данным Бюро переписи населения США, город имеет общую площадь 26,3 км2, из которых 26,1 км2 занимает суша и 0,2 км2, или 0,74%, вода.

### Климат
Климат характеризуется жарким и влажным летом и, как правило, мягкой или слегка прохладной зимой. Согласно системе классификации климата Кеппена, в Хопе субтропический океанический климат, на климатических картах город обозначения аббревиатурой Cfa.
| Показатель                    | Янв. | Фев. | Март | Апр. | Май  | Июнь | Июль | Авг. | Сен. | Окт. | Нояб. | Дек. | Год  |
| ----------------------------- | ---- | ---- | ---- | ---- | ---- | ---- | ---- | ---- | ---- | ---- | ----- | ---- | ---- |
| Абсолютный максимум, °C       | −22  | −22  | −13  | −3   | 2    | 7    | 12   | 10   | 1    | −4   | −11   | −17  | −22  |
| Средний суточный максимум, °C | 11,8 | 14,4 | 18,8 | 23,3 | 27,1 | 31,2 | 33,4 | 33,6 | 30,2 | 24,4 | 17,9  | 13,1 | 23,3 |
| Средняя температура, °C       | 5,8  | 7,9  | 12,1 | 16,4 | 21,2 | 25,4 | 27,5 | 27,2 | 23,7 | 17,3 | 11,2  | 7,0  | 16,9 |
| Средний суточный минимум, °C  | −0,3 | 1,4  | 5,4  | 9,6  | 15,3 | 19,7 | 21,6 | 20,8 | 17,1 | 10,2 | 4,6   | 0,9  | 10,5 |
| Абсолютный минимум, °C        | 31   | 31   | 35   | 36   | 37   | 43   | 46   | 46   | 42   | 38   | 32    | 28   | 46   |
| Норма осадков, мм             | 109  | 115  | 130  | 143  | 148  | 108  | 96   | 89   | 101  | 125  | 112   | 138  | 118  |
| Источник: NOAA                |      |      |      |      |      |      |      |      |      |      |       |      |      |

## Население

### Перепись 2020 года
| Раса                            | Количество | %      |
| ------------------------------- | ---------- | ------ |
| Белые                           | 2,530      | 28.26% |
| Афроамериканцы                  | 3,950      | 44.12% |
| Коренные американцы             | 25         | 0.28%  |
| Азиаты                          | 25         | 0.28%  |
| Уроженцы островов Тихого океана | 4          | 0.04%  |
| Другие                          | 301        | 3.36%  |
| Латиноамериканцы                | 2,117      | 23.65% |

По данным переписи населения США 2020 года, в городе проживало 8952 человека, имелось 3375 домашних хозяйств и 2447 семей.

### Перепись 2010 года
По данным переписи населения США 2010 года, в городе проживало 10 095 человек. Расовый состав города составлял 43,2% чернокожих, 34,0% белых, 0,2% коренных американцев, 0,2% азиатов, 0,1% уроженцев островов Тихого океана, 0,1% представителей другой расы и 1,4% представителей двух или более рас. 20,8% были латиноамериканцами или латиноамериканцами любой национальности.

### Перепись 2000 года
По данным переписи 2000 года в городе проживало 10 616 человек, имелось 3 961 домохозяйство и 2 638 семей. Плотность населения составила 410 человек/км2. Было 4301 единиц жилья со средней плотностью 166,1 чел/км2. Расовый состав города составлял 47,71% белых, 43,17% афроамериканцев, 0,38% коренных американцев, 0,30% азиатов, 0,03% жителей островов Тихого океана, 6,63% представителей других рас и 1,78% представителей двух или более рас. 13,48% населения составляли латиноамериканцы любой национальности.
Из 3961 домохозяйство, в 34,3% проживали дети в возрасте до 18 лет, 40,8% составляли супружеские пары, живущие вместе, 21,0% имели домохозяйку без мужа и 33,4% не были семейными. Из 3961 домохозяйства 192 являются домохозяйствами, не состоящими в браке, из них 175 - гетеросексуальными. 29,3% всех домохозяйств состояли из отдельных лиц, а в 13,8% проживали одинокие в возрасте 65 лет и старше. Средний размер домохозяйства составлял 2,61, а средний размер семьи - 3,20 чел.
Возрастной состав населения города был следующим: 28,9% моложе 18 лет, 10,8% от 18 до 24 лет, 27,3% от 25 до 44 лет, 18,4% от 45 до 64 лет и 14,6% 65 лет и старше. Средний возраст составил 32 года. На каждые 100 женщин приходилось 87,3 мужчин. На каждые 100 женщин в возрасте 18 лет и старше приходилось 81,7 мужчин.
Средний доход домохозяйства в городе составлял 25 385 долларов, а средний доход семьи - 28 445 долларов. Средний доход мужчин составлял 23 525 долларов против 17 394 долларов у женщин. Доход на душу населения в городе составил 12 783 доллара. Около 22,3% семей и 27,2% населения находились за чертой бедности, в том числе 41,1% лиц в возрасте до 18 лет и 17,3% лиц в возрасте 65 лет и старше.

## Экономика
Хоуп также известен выращиванием арбузов, продолжая ставить рекорды по самым крупным экземплярам в мире. Последний рекорд был установлен Ллойдом Брайтом в 2005 году с арбузом весом 121,9 кг. Фестиваль арбуза отмечается ежегодно с четверга по субботу во вторую неделю августа. Аллюзия на арбуз используется в муниципальном слогане Хопа: «Кусочек хорошей жизни».

## Образование

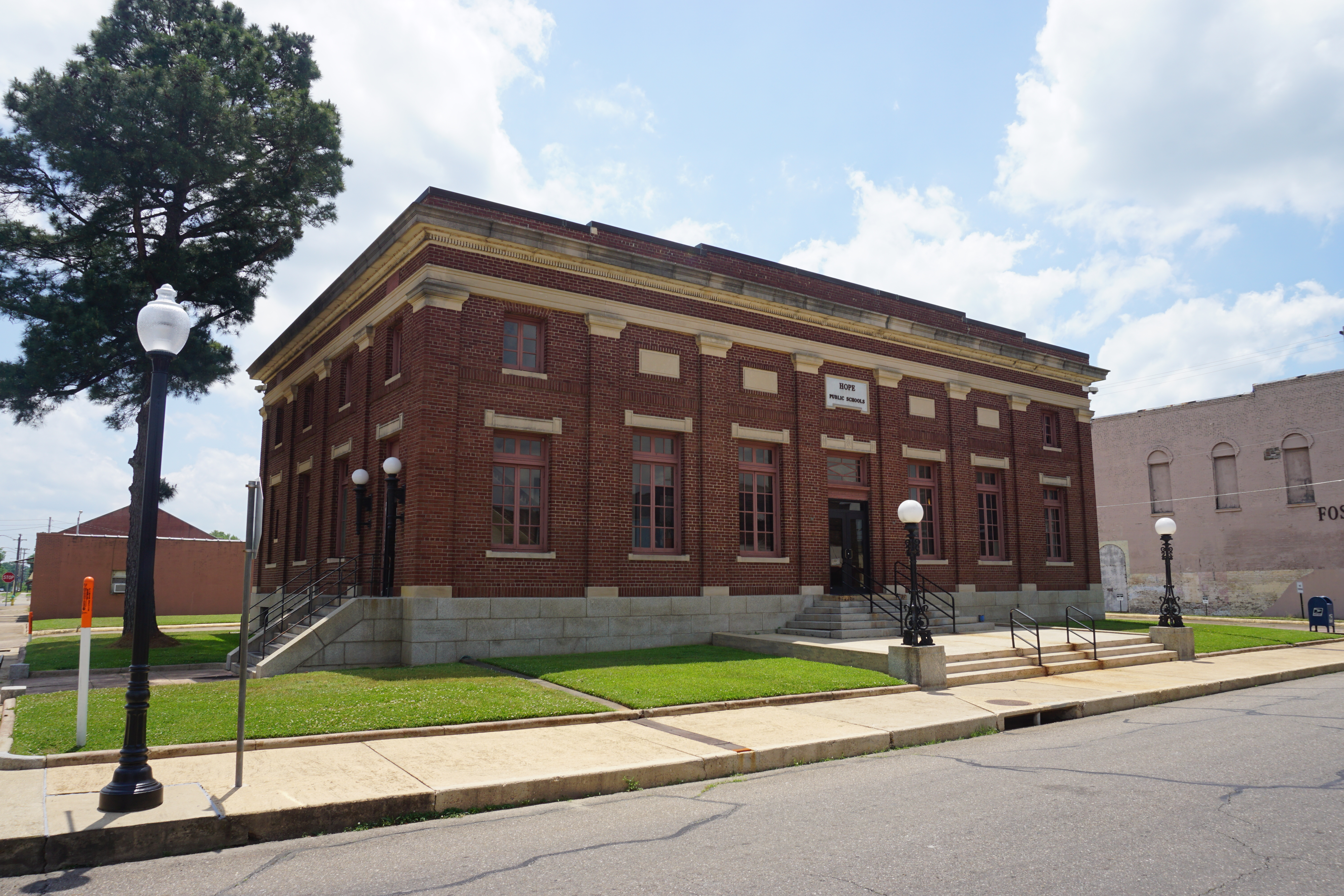
Здание государственной школы Хопа.

За государственное образование на уровне начальной и средней школы в пределах города отвечает школьный округ Хоп. В него входит начальная школа Уильяма Джефферсона Клинтона с детского сада по четвертый класс, начальная школа Берила Генри для пятого и шестого классов, средняя школа Генри К. Йергера для седьмого и восьмого классов и средняя школа Хопа с девятого по двенадцатый классы. Академия государственной службы Хопа с пятого по восьмой классы, Академия первокурсников HAPS (девятый класс), Университетская академия HAPS с десятого по двенадцатый классы.
У Хоупа также есть частная школа, Христианская школа Гаррета, связанная с баптистской церковью Гаррета.
Возможность получения высшего образования предоставляется Университетом Арканзаса в Хопе.
Школьный округ Спринг-Хилл, хотя и имеет почтовый адрес в Хопе, находится за пределами города.

## СМИ
В Хопе есть три формы местных СМИ. SWARK.Today и HopePrescott служат двумя городскими новостными сайтами. Хоуп Прескотт также выпускает городскую газету. В Хоупе и его окрестностях есть как минимум три местные радиостанции. Город обслуживается местными телевизионными станциями, работающими для рынка региона «Арк-Лу-Текс» в Литл-Роке (Арканзас), Шривпорте (Луизиана), и Тексаркане (Техас). В настоящее время в городе нет местных телеканалов.

## Инфраструктура

### Аэропорт
Муниципальный аэропорт Хоп расположен на территории, которая когда-то была частью Юго-Западного полигона, одного из шести крупных военных объектов в Арканзасе во время Второй мировой войны.
На момент постройки аэропорт претендовал на звание третьей по длине взлетно-посадочной полосы в Соединенных Штатах. С 1942 по 1945 год аэропорт и окружающий его Юго-Западный полигон площадью 50 078 акров использовались армией США для испытаний боеприпасов к стрелковому оружию, снарядов калибра от 20 до 155 мм, минометов, ракет, гранат и 500-фунтовых бомб. Город надежды получил аэропорт в 1947 году.
Пол Клипш, ветеран армии США, служивший на полигоне, был среди тех, кто начал бизнес в перепрофилированных зданиях. Он основал там компанию по производству акустических систем Klipsch и, как известно, шутил, что его стол находился не на том же месте, что и тот, который он занимал во время службы. «Он был, — сказал он, — на другом конце комнаты».
После урагана Катрина в 2005 году FEMA использовало землю рядом с аэропортом для построенных домов, предназначенных для временного проживания жертв урагана; однако по состоянию на 2009 год ущерб инфраструктуре на пути урагана оставался настолько серьезным, что многие дома остались в аэропорту, что вызвало критику в адрес федерального агентства.

### Железнодорожное сообщение
В октябре 2009 года компания Amtrak добавила Хоп в маршрутную сеть поездов Texas Eagle. 24 марта 2013 г. было объявлено, что обслуживание начнется 4 апреля. Хоп находится на маршруте Texas Eagle из Чикаго в Сан-Антонио.

## Известные уроженцы

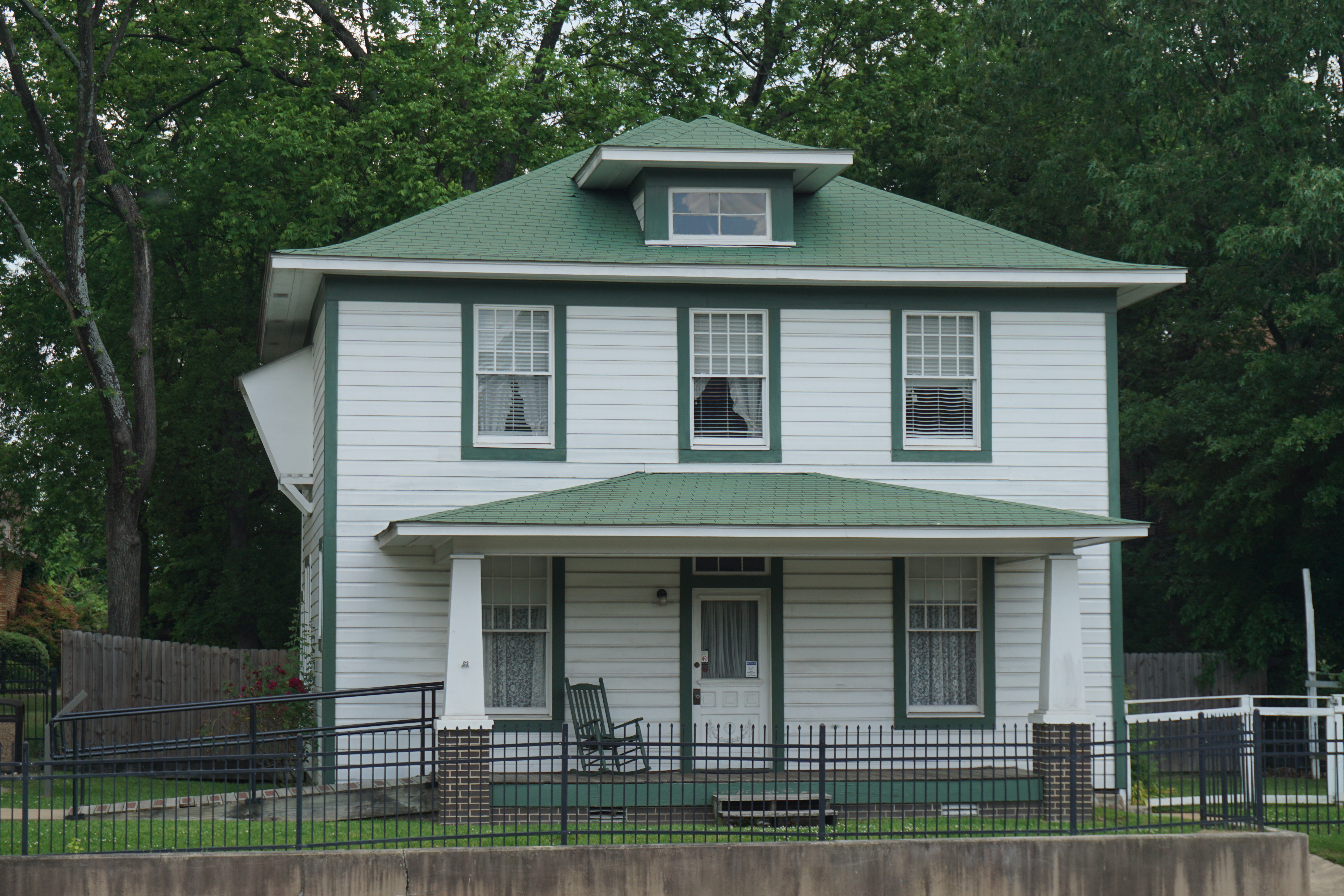
Дом детства Билла Клинтона в Хопе.

Хоп — родной город бывшего президента США Билла Клинтона, дом которого находится в этом городе. На съезде Демократической партии в Нью-Йорке в 1992 году тогдашний губернатор Клинтон завершил свою приветственную речь словами: «Я все еще верю в место под названием Хоп». Город принял это заявление в качестве неофициального девиза. В последствии, бывшее городское железнодорожное депо было превращено в музей жизни Клинтона.
Хоп также является родиной бывшего губернатора Майка Хакаби, его дочери Сары Хакаби Сандерс и конгрессмена от Арканзаса Тилмана Бэкона Паркса.
Среди других политических деятелей, родившихся в Хопе, — бывший конгрессмен США Джозеф Бартон Элам из 4-го избирательного округа Луизианы, бывший руководитель аппарата Белого дома Мак Макларти, адвокат Винс Фостер, государственный секретарь Калифорнии Ширли Уэбер, бывший государственный секретарь Арканзаса Келли Брайант и бывший мэр Луисвилла Дэвид Л. Армстронг.
Среди других уроженцев Хопа — ведущий ток-радио Гэри Ди; Гольфист PGA Кен Дьюк, вокалистка Кетти Лестер и актриса Мелинда Диллон.
Пол Клипш основал Klipsch and Associates в Хопе в 1946 году. Клипш изобрел всемирно известный динамик Klipschorn, динамик со сложенным рупором, который произвел революцию в отрасли. Klipschorn и ряд других акустических систем по-прежнему производятся в Хопе компанией Klipsch Audio Technologies.
Бывший представитель США Майк Росс из 4-го избирательного округа Арканзаса также является бывшим жителем Хопа.